# سوزانيونجسكوج
سوزانيونجسكوج (بالسويدية: Susanne Ljungskog)‏ (و. 1976  م) هي دراجة، من السويد، ولدت في هالمستاد، شاركت في الألعاب الأولمبية الصيفية 2008، والألعاب الأولمبية الصيفية 2000، والألعاب الأولمبية الصيفية 2004، والألعاب الأولمبية الصيفية 1996.

## روابط خارجية
- سوزانيونجسكوج على موقع الاتحاد الدولي للدراجات (الإنجليزية)
- سوزانيونجسكوج على موقع أرشيف الدراجات (الإنجليزية)
- سوزانيونجسكوج على موقع إحصائيات الدراجات الإحترافية (الإنجليزية)
- سوزانيونجسكوج على موقع نسبة الدراجات (الإنجليزية)
- سوزانيونجسكوج على موقع CycleBase (الإنجليزية)
- سوزانيونجسكوج على موقع أوليمبيديا (الإنجليزية)
- سوزانيونجسكوج على موقع اللجنة الأولمبية السويدية (السويدية)